# Salix caprea
Salix caprea hay liễu hoa vàng, liễu dê là một loài thực vật có hoa trong họ Liễu. Loài này được Carl von Linné miêu tả khoa học đầu tiên năm 1753.

## Hình ảnh

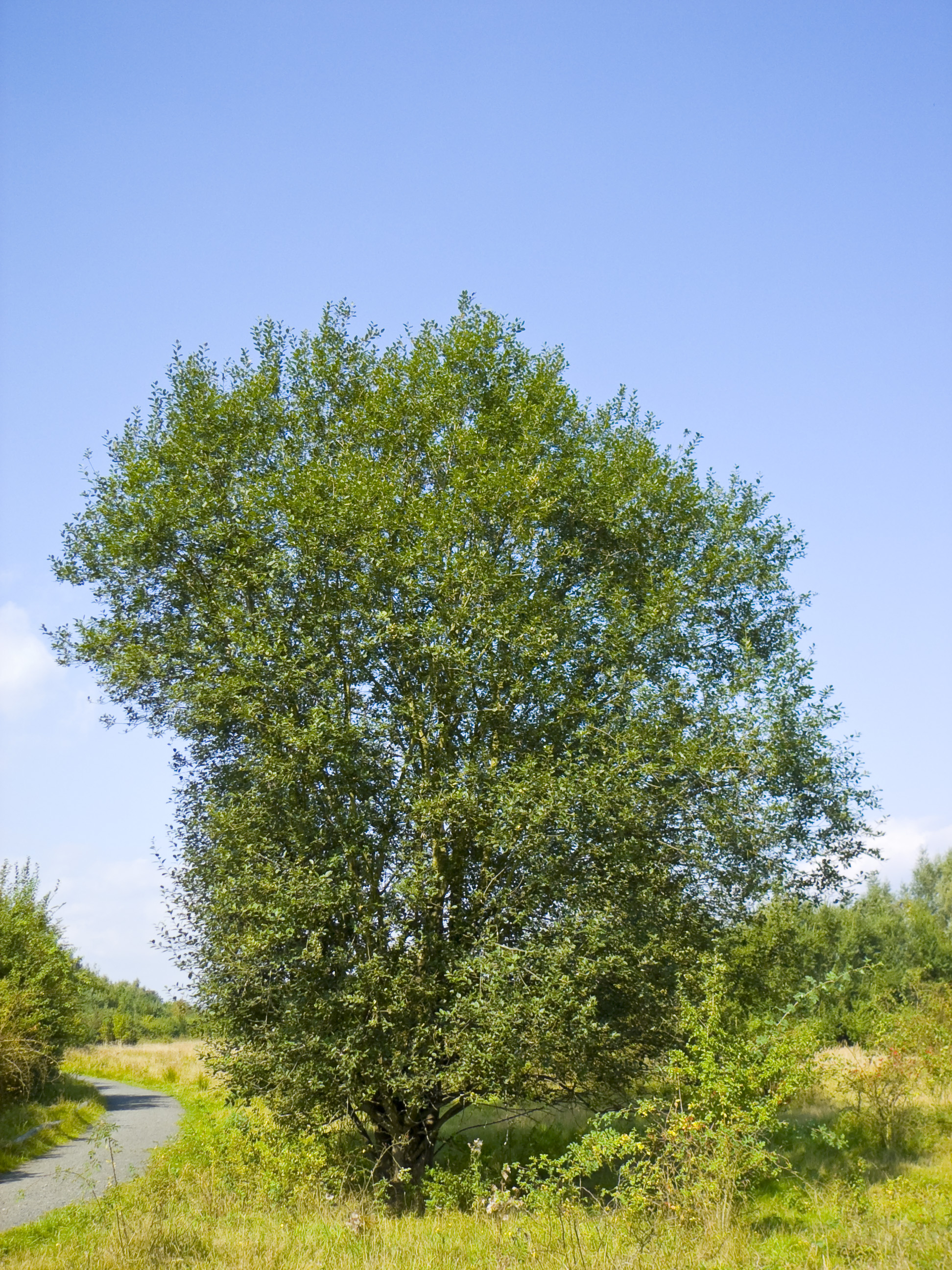
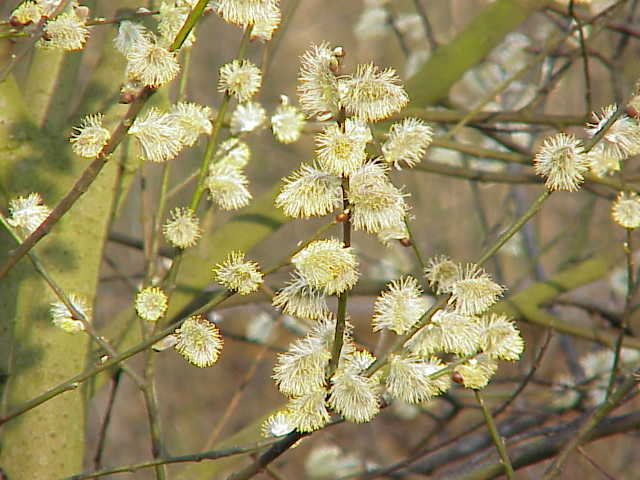
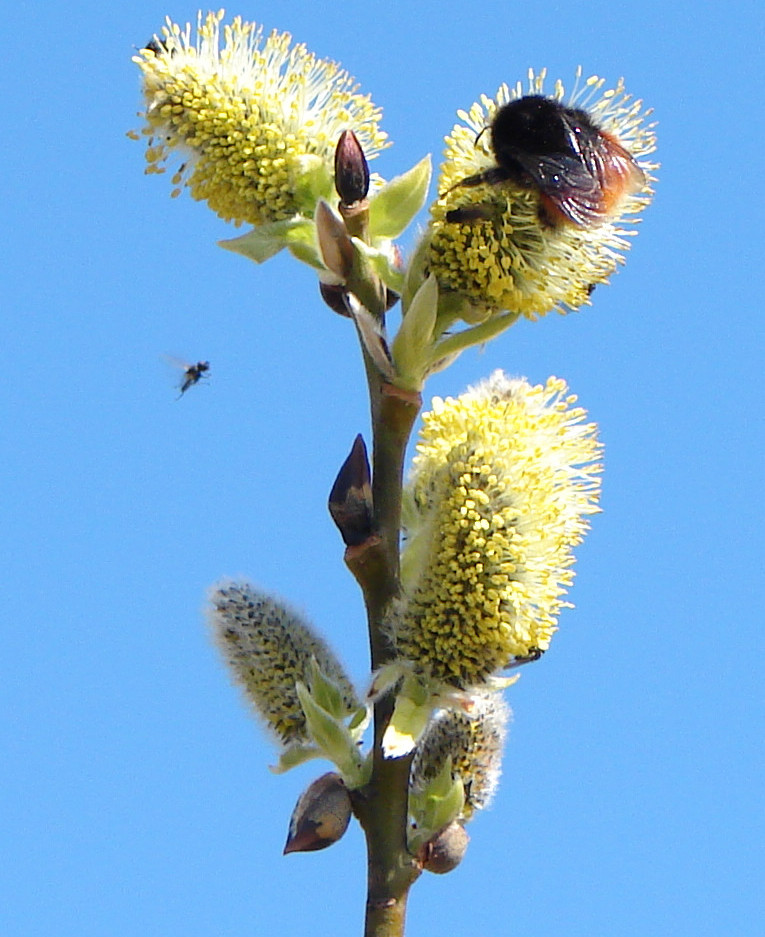
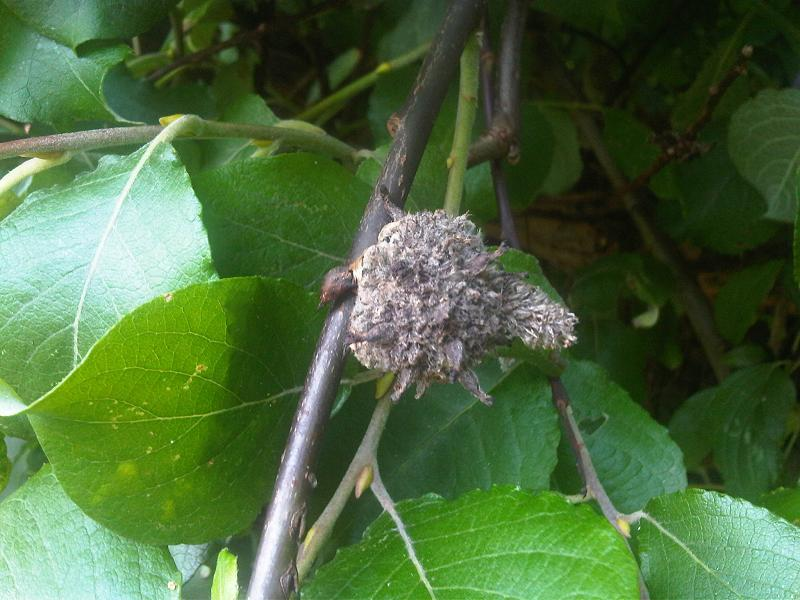